# Ајландија (Флорида)
Ајландија (енгл. Islandia) је неинкорпорисано место у америчкој савезној држави Флорида. По попису становништва из 2010. у њему је живело 18 становника.

## Демографија
Према попису становништва из 2010. у граду је живело 18 становника, што је 12 (200,0%) становника више него 2000. године.
| Група             | 2000.      | 2010.      |
| Белци             | 6 (100,0%) | 2 (11,1%)  |
| Афроамериканци    | 0 (0,0%)   | 0 (0,0%)   |
| Азијати           | 0 (0,0%)   | 0 (0,0%)   |
| Хиспаноамериканци | 0 (0,0%)   | 16 (88,9%) |
| Укупно            | 6          | 18         |